# Belgisch kampioenschap wielrennen voor heren elite 2023
Het Belgisch kampioenschap wielrennen 2023 werd dit jaar in het West-Vlaamse Izegem georganiseerd. Het parcours was op het lijf geschreven van de spurters alhoewel er 3 lussen van ±15km langs Wijtschate - Kemmel - Dranouter - Wulvergem -Nieuwkerke en beklimmen 3 maal via de Monteberg de Kemmelberg werd gereden. Via Ieper werd er weer richting naar Izegem gekoerst, waar nog 4 lokale rondes van 25,3 km werden gereden, rond Izegem met deelgemeenten Emelgem, Kachtem, Meulebeke en Ingelmunster de thuishaven van Yves Lampaert.
Met een verschroeiende versnelling heeft wereldkampioen Remco Evenepoel op 20km van het einde een aanval geplaatst waarbij enkel Alec Segaert enerzijds het tempo van Evenepoel kon volgen. In de laatste rechte lijn spurtte Evenepoel met overmacht naar de overwinning en meteen zijn eerste Belgische tricolore.
Op 19 seconden werd er met een uitgedund groepje gespurt voor het brons met Jasper Stuyven als winnaar voor Tiesj Benoot.
Een regenboogtrui die Belgisch kampioen wordt, daarvoor moeten we al 83 jaar terug, naar de jaren voor de tweede wereldoorlog met Jean Aerts (1936) en Marcel Kint (1939).

## Uitslag
| Plaats | Naam                     | Ploeg               | Tijd     |
| ------ | ------------------------ | ------------------- | -------- |
| 1      | Remco Evenepoel          | Soudal Quick Step   | 4u52'08" |
| 2      | Alec Segaert             | Lotto-Dstny         | z.t.     |
| 3      | Jasper Stuyven           | Lidl-Trek           | 19"      |
| 4      | Tiesj Benoot             | Jumbo-Visma         | z.t.     |
| 5      | Jasper De Buyst          | Lotto-Dstny         | z.t.     |
| 6      | Stan Dewulf              | AG2R-Citroën        | z.t.     |
| 7      | Victor Campenaerts       | Lotto-Dstny         | 23"      |
| 8      | Timothy Dupont           | Tarteletto-Isorex   | 37"      |
| 9      | Tom Van Asbroeck         | Israel-Premier Tech | z.t.     |
| 10     | Guillaume Van Keirsbulck | Bingoal WB          | 39"      |